# Строфоїда
Строфоїда (від грец. στροφή — поворот) — алгебрична крива 3-го порядку. Будується таким чином (див. Рис. 1):

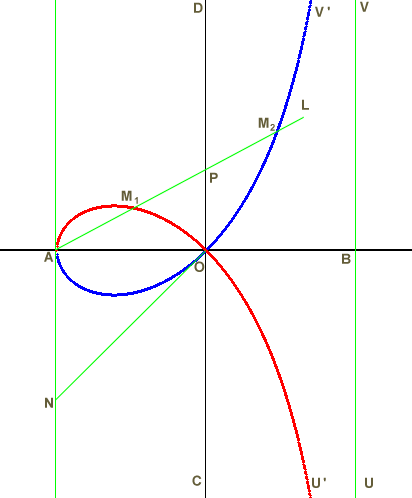
Рис. 1

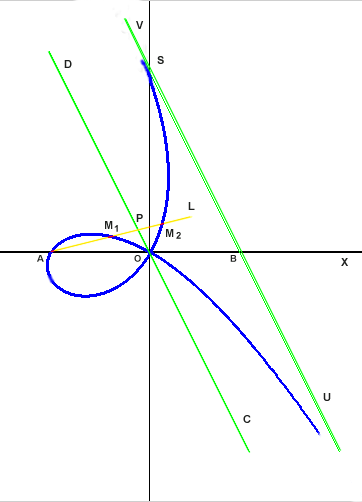
Рис. 2

У декартовій системі координат, де вісь абсцис направлена за OB, а вісь ординат за OD, задана фіксована точка A на осі OX. Через точку А проводиться довільна пряма AL, яка перетинає вісь ординат у точці P. Від точки P, на відстані рівній OP, в обидва боки вздовж прямої AL розташовані точки M1 і M2. Геометричне місце точок M1 і M2 утворюють строфоїду.
У прямокутній системі координат будується пряма строфоїда або просто строфоїда, яка зображена на Рис.1. У косокутній системі координат будується коса строфоїда — Рис.2.

## Рівняння
Рівняння строфоїди в декартовій системі координат, де O — початок координат, вісь абсцис направлена за променем OB, вісь ординат за променем OD, кут {\displaystyle \alpha =\angle AOD}(для прямокутної системи координат {\displaystyle \alpha ={\frac {\pi }{2}}}), записується так:
{\displaystyle y^{2}\left(x-a\right)-2x^{2}y\cos \alpha +x^{2}\left(a+x\right)=0}.
Рівняння прямої строфоїди:
{\displaystyle y=\pm x{\sqrt {\frac {a+x}{a-x}}}}.
Рівняння строфоїди в полярній системі координат:
{\displaystyle \rho =-{\frac {a\cos 2\phi }{\cos \phi }}}.
Параметричне рівняння строфоїди:
{\displaystyle x=a\left({\frac {u^{2}-1}{u^{2}+1}}\right)}
{\displaystyle y=au\left({\frac {u^{2}-1}{u^{2}+1}}\right)}, де
{\displaystyle u=\mathrm {tg} \,\phi }.
Точка B розміщена від центру координат O на відстані, рівній a = OA. Пряма UV, проведена через точку B паралельно до осі ординат слугує  асимптотою для обох гілок прямої строфоїди. Для косої строфоїди, пряма UV слугує асимптотою для нижньої гілки і дотичною в точці S, причому SB = SA.
У точці O існують дві дотичні, які взаємно перпендикулярні, як для прямої, так і для косої строфоїди.